# 무등도서관
무등도서관은 광주광역시 북구 소재의 광역시립 도서관이다.

## 연혁
- 1981년 12월 15일 무등도서관 개관
- 1994년 3월 10일 이동도서관 운영
- 1998년 9월 4일 시립도서관(무등, 사직, 산수도서관)통합
- 2005년 10월 25일 자료실 통합 및 어린이실 1층으로 이전(2층 전층을 자료실로 통합)
- 2009년 12월 16일 무등 어린이실 리모델링
- 2010년 9월 12일 전국도서관운영평가 문화체육관광부장관상 수상
- 2010년 12월 3일 중국 광저우도서관과 교류양해각서 체결
- 2010년 12월 13일 U-도서관서비스 구축 및 운영 (무등어린이도서관, 산수도서관)
- 2010년 12월 21일 광주지역 대표도서관 지정(광주광역시장)

## 이용 안내
이용 시간
- 종합자료실: 평일 09:00 ~ 22:00 / 토·일요일 09:00 ~ 17:00
- 어린이실: 평일 09:00 ~ 18:00 / 토·일요일 09:00 ~ 17
- 디지털자료실: 평일 09:00 ~ 18:00 / 토·일요일 09:00 ~ 17:00
- 장애인실: 평일 09:00 ~ 18:00
- 아메리칸코터: 평일 09:00 ~ 18:00
- 열람실: 평일 07:00 ~ 23:00 / 토·일요일 07:00 ∼ 22:00

휴관일
- 매월 둘째, 넷째 월요일
- 관공서 공휴일(단, 설과 추석 공휴일이 아닌 일요일은 제외)
- 도서관 사정으로 관장이 지정한 날